# МАЗ-5433
МАЗ-5433 — семейство советских и белорусских седельных тягачей с колёсной формулой 4 × 2, выпускающихся на Минском автомобильном заводе с 1987 года.

## Описание
За основу седельного тягача МАЗ-5433 был взят бортовой грузовой автомобиль МАЗ-5337, от которого первый отличается укороченной базой. Мощность двигателя составляет не более 230 л. с. (169 кВт), полная масса - до 25 тонн, кабина — трёхместная, без спального места. 
Имеет сходство с тягачами МАЗ-5432 и МАЗ-5434.

## Модификации
- МАЗ-5433.
- МАЗ-543302[2].
- МАЗ-54331.
- МАЗ-5433А2[3].

## Технические характеристики
- Двигатель: ЯМЗ-236НE2-V6 Евро-2.
- Объем двигателя: 11150 см3

- Мощность: 169 кВт (230 л. с.)
- Крутящий момент: 882 Н*м
- Коробка передач: ЯМЗ-236
- Количество передач: 5
- Тип трансмиссии: механическая
- Максимальная скорость: 95-100 км/ч
- Объём бака: 200 л
- Колёсная формула: 4×2

Габариты
- Высота: 2925 мм
- Ширина: 2500 мм
- Длина: 5535 мм
- Клиренс:280 мм
- Колёсная база: 3300 мм
- Размер шины: 11, 00R20

- Полная масса: 15 350 кг
- Полная масса полуприцепа: 25350 кг
- Нагрузка на переднюю ось: 5350 кг
- Нагрузка на заднюю ось: 10000 кг